# Heinz Lochar
Heinz Lochar (* 6. Februar 1929 in Görlitz; † 28. Juni 1987 in Dresden) war ein deutscher Monteur und früherer Volkskammerabgeordneter für den Freien Deutschen Gewerkschaftsbund (FDGB).

## Leben
Lochar war der Sohn eines Arbeiters. Er nahm nach dem Besuch der Grund- und der Volksschule eine Lehre zum Blechschlosser auf, die er nicht abschloss, sondern Kesselschmied wurde. Später war er als Monteur in Görlitz tätig. Er wurde 1948 Mitglied des FDGB. Schon bald wurde er zum Vertrauensmann ernannt und AGL-Vorsitzender. Später übernahm er die Funktion des ersten und des zweiten Vorsitzenden der Betriebsgewerkschaftsleitung (BGL). Er wurde in den Bezirksvorstand der IG Metall in Dresden gewählt und zum ersten Vorsitzenden des Gebietsvorstandes IG Metall Görlitz/Stadt. Er trat der SED bei und wurde in die Leitung seiner Grundorganisation gewählt.
In den Wahlperioden von 1954 bis 1958 war er Mitglied der FDGB-Fraktion in der Volkskammer der DDR.

## Auszeichnungen
- 1951 Aktivist der sozialistischen Arbeit
- Friedensmedaille der FDJ
- Philipp-Müller-Ehrennadel